# Fåborg (Varde)
Fåborg is een plaats in de Deense regio Zuid-Denemarken, gemeente Varde. De plaats telt 358 inwoners (2008).
- Nationale Bibliotheek van Israël: 987007557395405171
- Virtual International Authority File: 131388317